# Anastasio Mayoral Cedenilla
Anastasio Mayoral Cedenilla (Madrid, 27 de diciembre de 1946) es un ex-árbitro de fútbol español, que estuvo encuadrado en el colegio castellano, en activo desde la temporada 1976/1977 hasta la 1984/1985, cinco temporadas en Segunda División y cuatro en Primera División, arbitrando un total entre ambas de 104 partidos, de ellos 37 en la máxima categoría.